# Paściagóra
Paściagóra – część wsi Chełmiec, w gminie Chełmiec, powiecie nowosądeckim, w województwie małopolskim.
W latach 1975–1998 miejscowość administracyjnie należała do województwa nowosądeckiego.